# Bigstone (cheval)
Bigstone (1990-2002) est un cheval de course pur-sang anglais appartenant à Daniel Wildenstein.

## Carrière de courses
Bigstone débute à l'automne de ses 2 ans, mais ne parvient pas, en deux tentatives, à remporter son maiden. Ce sera chose faite à 3 ans, pour sa rentrée, puis le poulain enchaîne avec une victoire de Listed qui lui ouvre la porte des courses de groupe. Deuxième du Prix Greffulhe sur 2 100 m, il est battu de peu dans le Prix Jean Prat et encore plus de justesse dans le Grand Prix de Paris. Ce sera la dernière tentative sur 2 000 et plus de Bigstone, dont tout dans le pedigree indique une disposition à la vitesse. Plus à l'aise sur le mile, il crée la surprise en s'en allant battre la championne anglaise Sayyedati dans les Sussex Stakes, tandis que le favori, le champion français Zafonic, récent vainqueur des 2000 Guinées, s'accidente dans le parcours. 
En septembre, il prend la troisième place du Prix du Moulin de Longchamp derrière Kingmambo et Ski Paradise, puis retraverse la Manche pour mettre une nouvelle fois à raison les Anglais dans les Queen Elizabeth II Stakes devant Barathea, Kingmambo et Sayyedati. Avec dans la poche deux des plus belles courses sur le mile en Europe, il s'envole vers les États-Unis pour y disputer avec des ambitions le Breeders' Cup Mile, mais il échoue dans cette course remportée par le champion américain Lure. En 1994, Bigstone effectue une rentrée victorieuse dans le Prix d'Ispahan. Mais il aligne trois défaites dans les courses dans lesquelles il avait brillé l'année précédente. Pourtant, il se reprend dans le Prix de la Forêt, qu'il remporte d'un souffle avant de terminer sa carrière par un nouvel échec dans le Breeders' Cup Mile. Ce miler doué mais irrégulier quitte la scène avec six victoires, dont quatre groupe 1. 

### Résumé de carrière
| Date         | Hippodrome       | Pays        | Course                      | Statut      | Distance    | Jockey            | Place       | Écart       | Vainqueur ou deuxième |
| 1992, 2 ans  | 1992, 2 ans      | 1992, 2 ans | 1992, 2 ans                 | 1992, 2 ans | 1992, 2 ans | 1992, 2 ans       | 1992, 2 ans | 1992, 2 ans | 1992, 2 ans           |
| ------------ | ---------------- | ----------- | --------------------------- | ----------- | ----------- | ----------------- | ----------- | ----------- | --------------------- |
| 30 septembre | Saint-Cloud      | France      | Prix Maravedis              | Maiden      | 1 600 m     | Dominique Bœuf    | 2e / 18     | 2 ½         | Dardjini              |
| 30 octobre   | Maisons-Laffitte | France      | Prix Medium                 | Maiden      | 1 600 m     | Dominique Bœuf    | 2e / 17     | encolure    | Val Sauvage           |
| 1993, 3 ans  |                  |             |                             |             |             |                   |             |             |                       |
| 9 mars       | Maisons-Laffitte | France      | Prix d'Étampes              | Maiden      | 1 600 m     | Dominique Bœuf    | 1er / 6     | 2 ½         | Cyrano Storme         |
| 30 mars      | Saint-Cloud      | France      | Prix Omnium II              | Listed      | 1 600 m     | Dominique Bœuf    | 1er / 10    | 2           | Le Balafré            |
| 25 avril     | Longchamp        | France      | Prix Greffulhe              | Gr. 2       | 2 100 m     | Dominique Bœuf    | 2e / 6      | 1 ½         | Hunting Hawk          |
| 30 mai       | Longchamp        | France      | Prix Jean Prat              | Gr. 1       | 1 850 m     | Dominique Bœuf    | 2e / 8      | encolure    | Le Balafré            |
| 27 juin      | Longchamp        | France      | Grand Prix de Paris         | Gr. 1       | 2 000 m     | Dominique Bœuf    | 2e / 9      | nez         | Fort Wood             |
| 28 juillet   | Goodwood         | Royaume-Uni | Sussex Stakes               | Gr. 1       | 1 600 m     | Dominique Bœuf    | 1er / 10    | 1 ½         | Sayyedati             |
| 5 septembre  | Longchamp        | France      | Prix du Moulin de Longchamp | Gr. 1       | 1 600 m     | Dominique Bœuf    | 3e / 11     | encolure    | Kingmambo             |
| 25 septembre | Ascot            | Royaume-Uni | Queen Elizabeth II Stakes   | Gr. 1       | 1 600 m     | Pat Eddery        | 1er / 9     | 1 ½         | Barathea              |
| 6 novembre   | Santa Anita      | États-Unis  | Breeders' Cup Mile          | Gr. 1       | 1 600 m     | Pat Eddery        | 6e / 13     | 5           | Lure                  |
| 1994, 4 ans  |                  |             |                             |             |             |                   |             |             |                       |
| 29 mai       | Longchamp        | France      | Prix d'Ispahan              | Gr. 1       | 1 850 m     | Olivier Peslier   | 1er / 7     | encolure    | Muhtarram             |
| 27 juin      | Goodwood         | Royaume-Uni | Sussex Stakes               | Gr. 1       | 1 600 m     | Olivier Peslier   | 8e / 9      | 7           | Distant View          |
| 4 septembre  | Longchamp        | France      | Prix du Moulin de Longchamp | Gr. 1       | 1 600 m     | Olivier Peslier   | 4e / 7      | 2           | Ski Paradise          |
| 24 septembre | Ascot            | Royaume-Uni | Queen Elizabeth II Stakes   | Gr. 1       | 1 600 m     | Lanfranco Dettori | 3e / 9      | 2 ¼         | Maroof                |
| 16 octobre   | Longchamp        | France      | Prix de la Forêt            | Gr. 1       | 1 400 m     | Olivier Peslier   | 1er / 12    | cte tête    | Missed Flight         |
| 5 novembre   | Churchill Downs  | États-Unis  | Breeders' Cup Mile          | Gr. 1       | 1 600 m     | Olivier Peslier   | 8e / 14     | 9 ¾         | Barathea              |

## Au haras
Acquis par Coolmore en vue de sa carrière d'étalon, Bigstone ne suscite pas un grand engouement, comme en témoigne son prix de saillie modeste (8 000 Guinées irlandaises) pour un cheval nanti d'un tel palmarès. De fait, il ne fait pas d'étincelles et en 1999 il est vendu en Chine, où un accident lui coûte la vie en 2002. Il sut tout de même donner deux vainqueurs de groupe 1, le Français Meteor Storm, qui après une modeste carrière en France s'en alla aux États-Unis cueillir le Manhattan Handicap et prendre des accessits dans le Turf Classic et les Canadian International Stakes, et surtout le Japonais (né en Irlande) Meisho Doto, qui enleva le Takarazuka Kinen et fut quatre fois le dauphin de T M Opera O dans le Tenno Sho de printemps et d'automne, la Japan Cup et l'Arima Kinen.

## Origines
Bigstone est un fils du Français Last Tycoon, sprinter de talent (King's Stand Stakes, Nunthorpe Stakes) qui fut capable de monter en distance pour s'adjuger le Breeders' Cup Mile en 1986. Il devint un excellent étalon, donnant une dizaine de lauréats de groupe 1 sur les deux hémisphères. Il est notamment le père de Ezzoud (vainqueur des Eclipse Stakes et auteur d'un doublé dans les International Stakes), Marju (lauréat des St. James's Palace Stakes et bon étalon, père notamment de Soviet Song), Mahogany (cheval de l'année en Australie en 1994) ou encore O'Reilly, étalon de tête en Nouvelle-Zélande. Last Tycoon exerça son talent en Australie (où il fut tête de liste en 1994) puis au Japon (où il a donné la lauréat de l'Oka Sho Arrow Carry), où il est mort en 2006.
Côté maternel, le pedigree de Bigstone est aussi marqué du sceau du sprint, puisque sa mère Batave fit preuve de talent dans le domaine, prenant la deuxième place du Prix de Saint-Geoges et du Prix de Meautry, deux groupe 3. La deuxième mère, Bon Appetit, avait davantage de tenue mais pas moins de talent puisqu'elle remporta le Prix Vanteaux et se classa quatrième du Prix Saint-Alary. Cette lignée maternelle décidément brillante se poursuit avec Sweet Solera, la troisième mère de Bigstone, qui fut la championne de sa génération en 1961, où elle s'adjugea les 1000 Guinées et les Oaks.  

### Pedigree
| Origines de Bigstone (IRE), mâle bai né en 1990 | Origines de Bigstone (IRE), mâle bai né en 1990 | Origines de Bigstone (IRE), mâle bai né en 1990 | Origines de Bigstone (IRE), mâle bai né en 1990 |
| ----------------------------------------------- | ----------------------------------------------- | ----------------------------------------------- | ----------------------------------------------- |
| Père Last Tycoon 1983                           | Try My Best 1975                                | Northern Dancer                                 | Nearctic                                        |
| Père Last Tycoon 1983                           | Try My Best 1975                                | Northern Dancer                                 | Natalma                                         |
| Père Last Tycoon 1983                           | Try My Best 1975                                | Sex Appeal                                      | Buckpasser                                      |
| Père Last Tycoon 1983                           | Try My Best 1975                                | Sex Appeal                                      | Best In Show                                    |
| Père Last Tycoon 1983                           | Mill Princess 1977                              | Mill Reef                                       | Never Bend                                      |
| Père Last Tycoon 1983                           | Mill Princess 1977                              | Mill Reef                                       | Milan Mill                                      |
| Père Last Tycoon 1983                           | Mill Princess 1977                              | Irish Lass                                      | Sayajirao                                       |
| Père Last Tycoon 1983                           | Mill Princess 1977                              | Irish Lass                                      | Scollata                                        |
| Mère Batave 1982                                | Posse 1977                                      | Forli                                           | Aristophanes                                    |
| Mère Batave 1982                                | Posse 1977                                      | Forli                                           | Trevisa                                         |
| Mère Batave 1982                                | Posse 1977                                      | In Hot Pursuit                                  | Bold Ruler                                      |
| Mère Batave 1982                                | Posse 1977                                      | In Hot Pursuit                                  | Lady Be Good                                    |
| Mère Batave 1982                                | Bon Appetit 1967                                | Major Portion                                   | Court Martial                                   |
| Mère Batave 1982                                | Bon Appetit 1967                                | Major Portion                                   | Better Half                                     |
| Mère Batave 1982                                | Bon Appetit 1967                                | Sweet Solera                                    | Solonaway                                       |
| Mère Batave 1982                                | Bon Appetit 1967                                | Sweet Solera                                    | Miss Gammon (Family: 11-f)                      |